# Sędziwój Czarnkowski (zm. 1532/1534)
Sędziwój Czarnkowski herbu Nałęcz III (zm. 1532/1534) – kasztelan przemęcki.

## Rodzina
Syn Sędziwoja (zm. 1500), kasztelana santockiego, gnieźnieńskiego, wojewody kaliskiego i poznańskiego i Dobrochny z Kościelca. Brat Macieja, kasztelana bydgoskiego i Katarzyny, późniejszej żony Macieja Borka Gostyńskiego, kasztelana śremskiego.
Poślubił Barbarę Pampowską, córkę Ambrożego, wojewody sieradzkiego. Z małżeństwa urodziło się czterech synów: Jan Sędziwój (zm. 1561/1562), starosta kłecki, Stanisław Sędziwój (1526-1603), referendarz wielki koronny, Wojciech Sędziwój, kasztelan santocki i Zygmunt Sędziwój.

## Kariera
Od 1505 roku dworzanin królewski. Poseł na sejm piotrkowski 1524/1525 roku i sejm piotrkowski 1525/1526 roku z województwa poznańskiego i kaliskiego. Od 1527 roku pełnił obowiązki kasztelana przemęckiego. Dowodził nadwornym hufcem żołnierzy w bitwie z Tatarami pod Kleckiem odnosząc zwycięstwo.
Był właścicielem Czarnkowa i Szlubina.